# تشيزاري مارتن
تشيزاري مارتن (بالإيطالية: Cesare Martin)‏ (و. 1901 – 1980 م) هو لاعب كرة قدم، من إيطاليا، شارك في الألعاب الأولمبية الصيفية 1924، يلعب كمُدَافِع، توفي عن عمر يناهز 79 عاماً.

## روابط خارجية
- تشيزاري مارتن على موقع ناشيونال فوتبول تيمز (الإنجليزية)
- تشيزاري مارتن على موقع أوليمبيديا (الإنجليزية)